# 古殿町
古殿町（ふるどのまち）は、福島県中通り南東部に位置し、石川郡に属する町。

## 地理
阿武隈山系の標高300m～500mにあり、三株山を最高峰にして、北東に犬仏山・大黒山などの山々が、また鎌倉岳・矢野山・入道山などの山々がそれぞれ雁行して走っており、いわき市から太平洋に注ぎ込む鮫川が、鎌倉岳の北を巻き、大平川を併せて東西に横断している。

### 隣接している自治体
- いわき市
- 石川郡石川町
- 石川郡平田村
- 東白川郡鮫川村

## 統計データ

### 現在の町勢
- 総人口 - 6,511人（2005年）
- 世帯数 - 1,764世帯（2005年）
- 年少（15歳未満）人口率 - 14.0％（2005年）
- 高齢（65歳以上）人口率 - 29.6％（2005年）
- 昼間人口 - 6,164人（2000年）
- 労働力人口 - 3,637人（2000年）
- 第1次産業就業者数 - 707人（2000年）
- 第2次産業就業者数 - 1,712人（2000年）
- 第3次産業就業者数 - 1,122人（2000年）
- 農業産出額 - 1,260百万円（2004年）
- 製造品出荷額等 - 12,984百万円（2004年）
- 商業年間商品販売額 - 4,295百万円（2003年）

出典
1. 総務省統計局『統計で見る市区町村のすがた2007』2007年

### 人口
| 古殿町（に相当する地域）の人口の推移 \| 1970年（昭和45年） \| 9,113人 \| \| \| 1975年（昭和50年） \| 8,315人 \| \| \| 1980年（昭和55年） \| 7,879人 \| \| \| 1985年（昭和60年） \| 7,860人 \| \| \| 1990年（平成2年） \| 7,617人 \| \| \| 1995年（平成7年） \| 7,348人 \| \| \| 2000年（平成12年） \| 6,818人 \| \| \| 2005年（平成17年） \| 6,511人 \| \| \| 2010年（平成22年） \| 6,030人 \| \| \| 2015年（平成27年） \| 5,373人 \| \| \| 2020年（令和2年） \| 4,825人 \| \| |         |  |
| 総務省統計局 国勢調査より |         |  |
| 1970年（昭和45年） | 9,113人 |  |
| 1975年（昭和50年） | 8,315人 |  |
| 1980年（昭和55年） | 7,879人 |  |
| 1985年（昭和60年） | 7,860人 |  |
| 1990年（平成2年） | 7,617人 |  |
| 1995年（平成7年） | 7,348人 |  |
| 2000年（平成12年） | 6,818人 |  |
| 2005年（平成17年） | 6,511人 |  |
| 2010年（平成22年） | 6,030人 |  |
| 2015年（平成27年） | 5,373人 |  |
| 2020年（令和2年） | 4,825人 |  |

## 歴史

### 年表
- 1955年（昭和30年）3月31日 - 東白川郡宮本村及び竹貫村を廃し、その区域をもって東白川郡古殿村を設置する。
- 1957年（昭和32年）4月1日 - 東白川郡古殿村を東白川郡古殿町とする。
- 1994年（平成6年）4月1日 - 東白川郡古殿町の区域を石川郡の区域とする。

### 行政区域変遷
- 変遷の年表

| 古殿町の区域の変遷（年表） | 古殿町の区域の変遷（年表） | 古殿町の区域の変遷（年表） |
| 年                         | 月日                       | 現古殿町の区域に関連する変遷 |
| -------------------------- | -------------------------- | --- |
| 1889年（明治22年）         | 4月1日                     | 町村制の施行により、以下の村を設置する。 - 東白川郡山上村、論田村、松川村及び大久田村を廃し、その区域をもって東白川郡宮本村を設置する。 - 東白川郡鎌田村、田口村、竹貫村及び仙石村を廃し、その区域をもって東白川郡竹貫村を設置する。 |
| 1955年（昭和30年）         | 3月31日                    | 東白川郡宮本村及び竹貫村を廃し、その区域をもって東白川郡古殿村を設置する。 |
| 1957年（昭和32年）         | 4月1日                     | 東白川郡古殿村を東白川郡古殿町とする。 |
| 1994年（平成6年）          | 4月1日                     | 東白川郡古殿町の区域を石川郡の区域とする。 |

- 変遷表

| 古殿町の区域の変遷表 | 古殿町の区域の変遷表 | 古殿町の区域の変遷表 | 古殿町の区域の変遷表 | 古殿町の区域の変遷表 | 古殿町の区域の変遷表   | 古殿町の区域の変遷表 | 古殿町の区域の変遷表             | 古殿町の区域の変遷表 |
| 1868年 以前          | 1868年 以前          | 1868年 以前          | 明治元年 - 明治22年  | 明治22年 4月1日      | 明治22年 - 昭和64年    | 明治22年 - 昭和64年  | 平成元年 - 現在                  | 現在                 |
| -------------------- | -------------------- | -------------------- | -------------------- | -------------------- | ---------------------- | -------------------- | -------------------------------- | -------------------- |
| 東白川郡             |                      | 山上村               | 山上村               | 宮本村               | 昭和30年3月31日 古殿村 | 昭和32年4月1日 町制  | 平成6年4月1日 石川郡の区域とする | 古殿町               |
| 東白川郡             | 論田村               |                      |                      | 宮本村               | 昭和30年3月31日 古殿村 | 昭和32年4月1日 町制  | 平成6年4月1日 石川郡の区域とする | 古殿町               |
| 東白川郡             |                      | 上松川村             | 明治6年 松川村       | 宮本村               | 昭和30年3月31日 古殿村 | 昭和32年4月1日 町制  | 平成6年4月1日 石川郡の区域とする | 古殿町               |
| 東白川郡             | 下松川村             |                      | 明治6年 松川村       | 宮本村               | 昭和30年3月31日 古殿村 | 昭和32年4月1日 町制  | 平成6年4月1日 石川郡の区域とする | 古殿町               |
| 東白川郡             | 大久田村             |                      |                      | 宮本村               | 昭和30年3月31日 古殿村 | 昭和32年4月1日 町制  | 平成6年4月1日 石川郡の区域とする | 古殿町               |
| 東白川郡             |                      | 鎌田村               | 鎌田村               | 竹貫村               | 昭和30年3月31日 古殿村 | 昭和32年4月1日 町制  | 平成6年4月1日 石川郡の区域とする | 古殿町               |
| 東白川郡             | 田口村               |                      |                      | 竹貫村               | 昭和30年3月31日 古殿村 | 昭和32年4月1日 町制  | 平成6年4月1日 石川郡の区域とする | 古殿町               |
| 東白川郡             | 竹貫村               |                      |                      | 竹貫村               | 昭和30年3月31日 古殿村 | 昭和32年4月1日 町制  | 平成6年4月1日 石川郡の区域とする | 古殿町               |
| 東白川郡             | 仙石村               |                      |                      | 竹貫村               | 昭和30年3月31日 古殿村 | 昭和32年4月1日 町制  | 平成6年4月1日 石川郡の区域とする | 古殿町               |

## 教育

### 中学校
- 古殿町立古殿中学校

### 小学校
- 古殿町立古殿小学校

## 交通

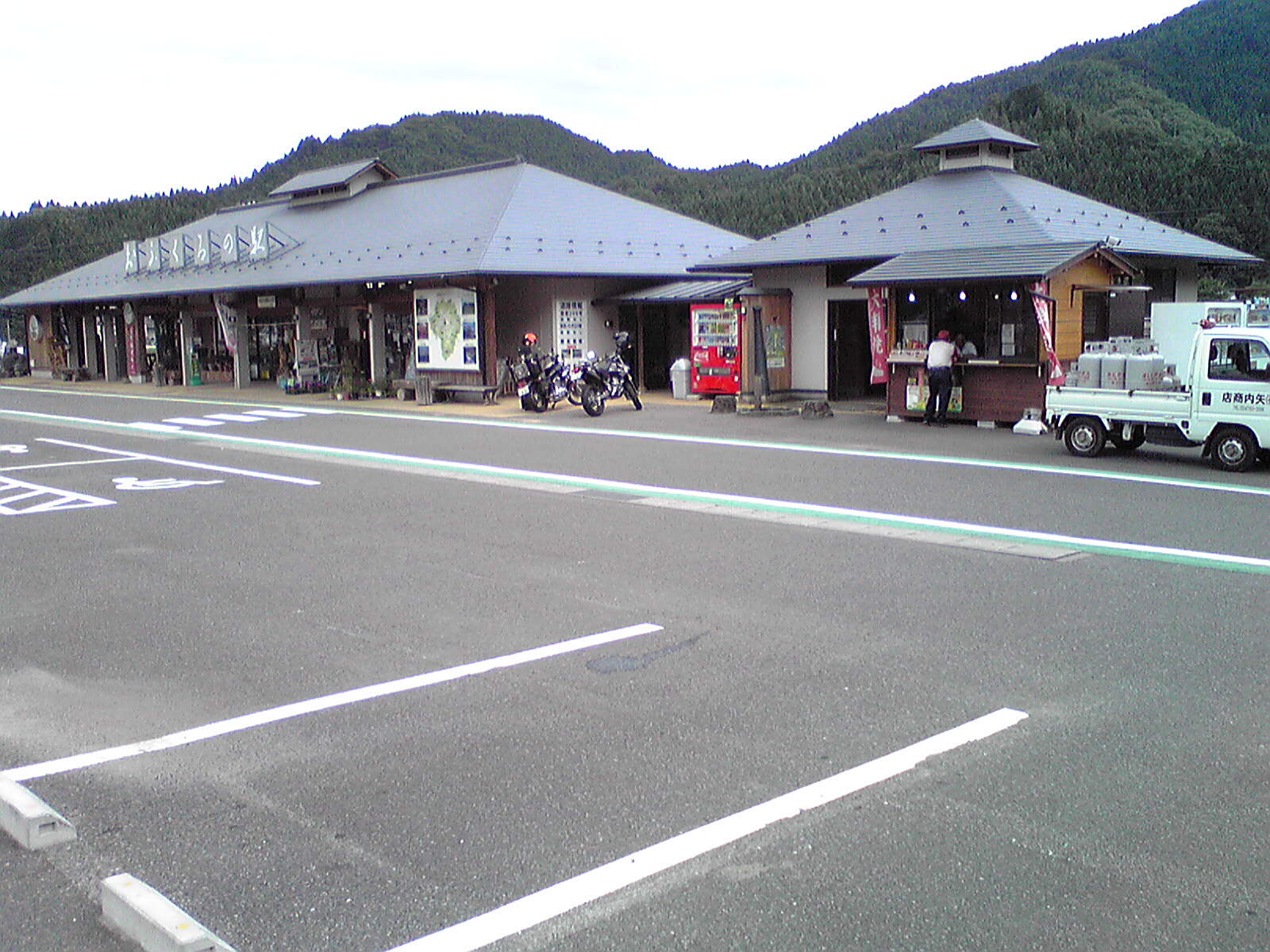
道の駅ふるどの

### 鉄道
町内を鉄道路線は通っていない。鉄道を利用する場合の最寄り駅は、JR東日本水郡線磐城石川駅。

### バス
- 福島交通 - 磐城石川駅（石川町）と町内各地を結ぶ路線を運行
  - 石川駅前 - 仙石 - 明内 - 田口 - 古殿役場 - 山上 - 竹貫田車庫
  - 石川駅前 - 仙石 - 田口 - 古殿役場 - 大原 - 大久田 - 有実上
  - 石川駅前 - 仙石 - 田口 - 古殿役場 - 大原 - 仁田

### 道路
- 一般国道
  - 国道349号
- 主要地方道
  - 福島県道14号いわき石川線（御斉所街道）
  - 福島県道20号いわき上三坂小野線
  - 福島県道63号古殿須賀川線
  - 福島県道71号勿来浅川線
- 一般県道
  - 福島県道135号三株下市萱小川線
  - 福島県道276号浅川古殿線

#### 道の駅
- 道の駅ふるどの（国道349号）

## 名所・旧跡
- 越代の桜（こしだいのさくら）：林野庁『森の巨人たち百選』に選ばれるヤマザクラの大木。樹齢は400年。花の開花はやや遅く、例年は5月上旬。福島県の天然記念物。
- 西光寺阿弥陀堂：鎌倉幕府第8代執権の北条時宗が守護仏の阿弥陀如来を祀るために、1370年頃に建てた。福島県指定文化財。
- 古殿八幡神社

## 姉妹都市・提携都市
- 岩手県紫波郡紫波町

## 主な出身者
- 常錦利豪（元大相撲力士、出羽海部屋。最高位は西前頭筆頭。1967年3月場所後に引退し、年寄として後輩達を指導していたが、1971年に廃業）
- 坂東晃（元自転車プロロードレース選手、シマノレーシング終身名誉監督、日本人初ツール・ド・フランスメカニック、1981年全日本自転車競技選手権大会4000m速度競争&ポイントレース優勝、アジア大会優勝）
- 矢内桂三（地質学、岩石鉱物などの研究者、前岩手大学教授。1967年から89年まで7度の南極観測隊に参加。やまと 74662を発見）
- 野崎洋光（「分とく山」総料理長。元アテネオリンピック野球日本代表チーム総料理長）
- 鈴木光広（元自転車競技選手、ソウルオリンピック代表選手）
- 岡部拓人（サッカー審判員、Jリーグ主審）
- 桐生順平（競艇選手、尼崎第50回総理大臣杯・戸田第1回ヤングダービー・児島第52回総理大臣杯・住之江第32回賞金王決定戦優勝）
- 窪木一茂（自転車競技選手。リオオリンピック出場。）
- 野崎心平（アーティスト、ギタリスト、音楽プロデューサー）

## その他
- フラガール （2006年（平成18年）9月公開の映画）では常磐音楽舞踊学院シーンのロケが古殿町公民館敷地内にある旧古殿中学校寄宿舎建物にて行われた。